# Peugeot BB1
Le Peugeot BB1 est un concept-car électrique fabriqué par Peugeot. Il a été présenté au Salon de Francfort 2009. Une deuxième version fut présentée au Salon Automobile de Genève 2010. Techniquement, rien de nouveau mais une inédite peinture bleue en dégradé et le nouveau logo de la marque inauguré sur le concept-car SR1 est apposé sur la carrosserie.

## Présentation
Capable d'accueillir quatre personnes dans un habitacle de 2,5 m, la Peugeot BB1 possède un profil très incliné vers l'avant et une grande surface vitrée. Son design extérieur est signé Athanassios Tubidis, tandis que Neil Simpson signe l'intérieur.

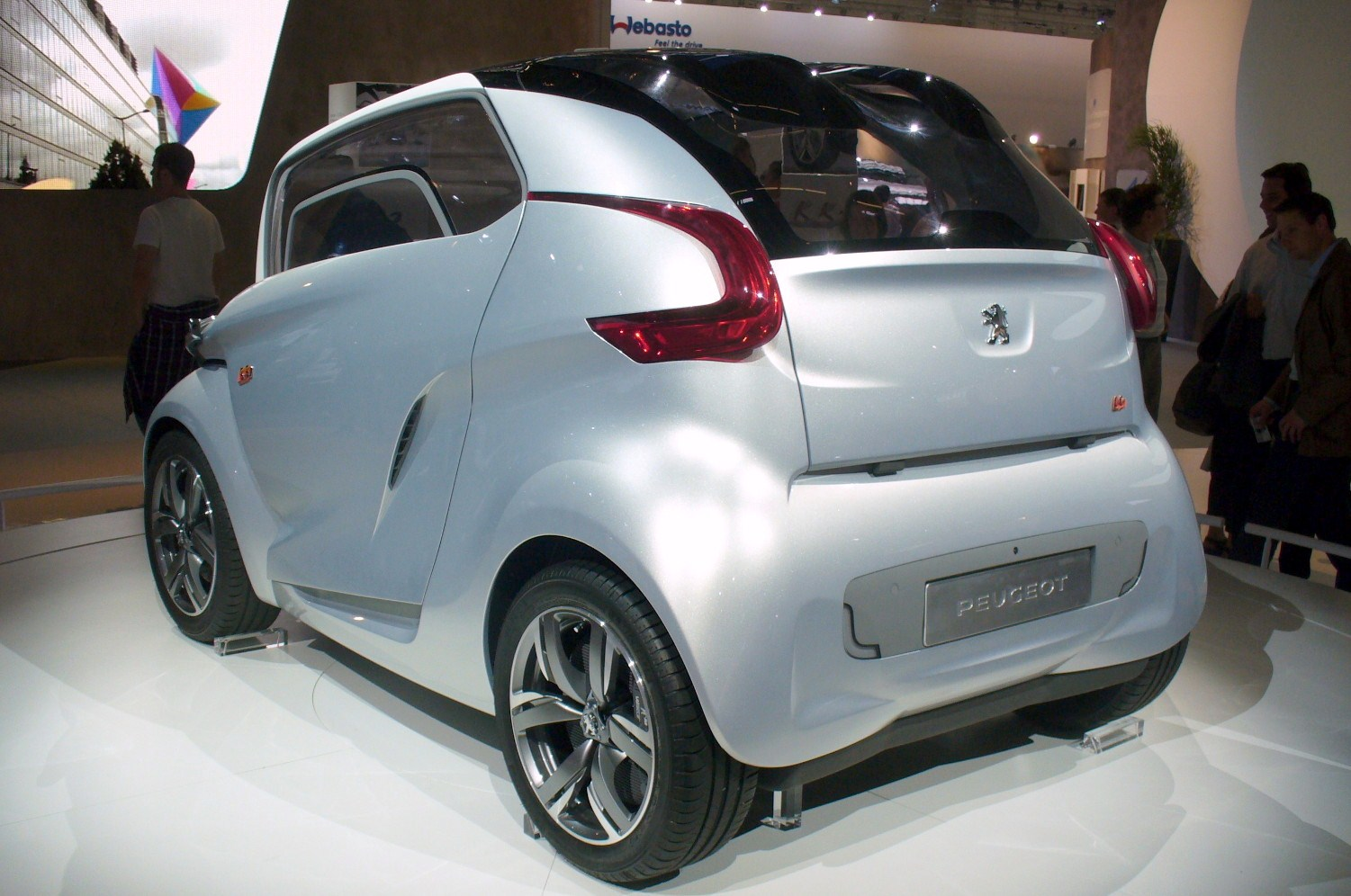

Le concept-car est motorisé par deux Active wheels de 7,5 kW (10 ch) chacun, les moteurs électriques étant logés dans les roues arrière. Chacun de ces moteurs peut délivrer 320 N m de couple. Il dispose d'une sorte de guidon à la place du traditionnel volant.
L'autonomie annoncée est de 120 km grâce à des batteries en lithium-ion.

## Liens externes

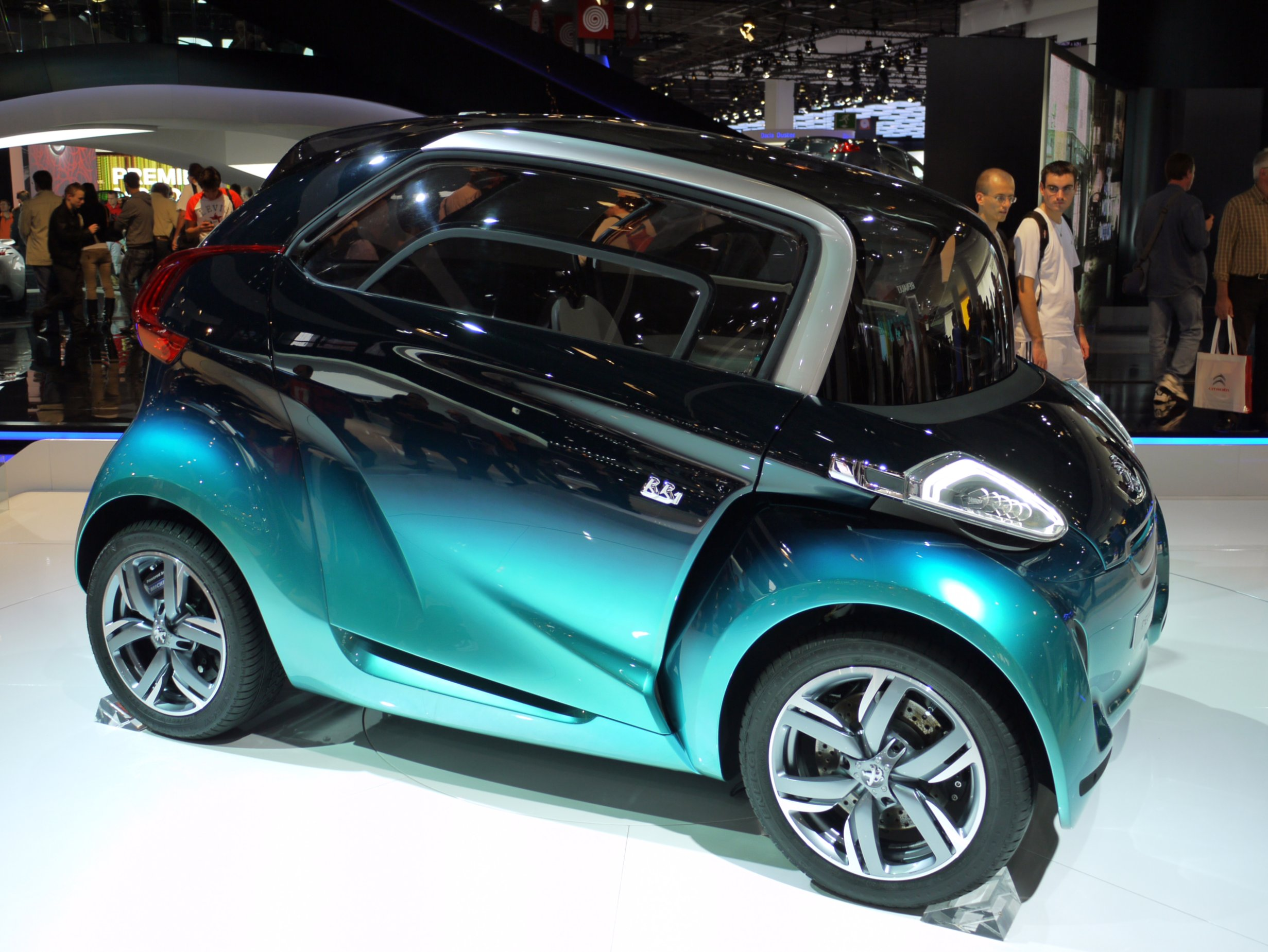
Mondial de l'Automobile 2010, Paris - France

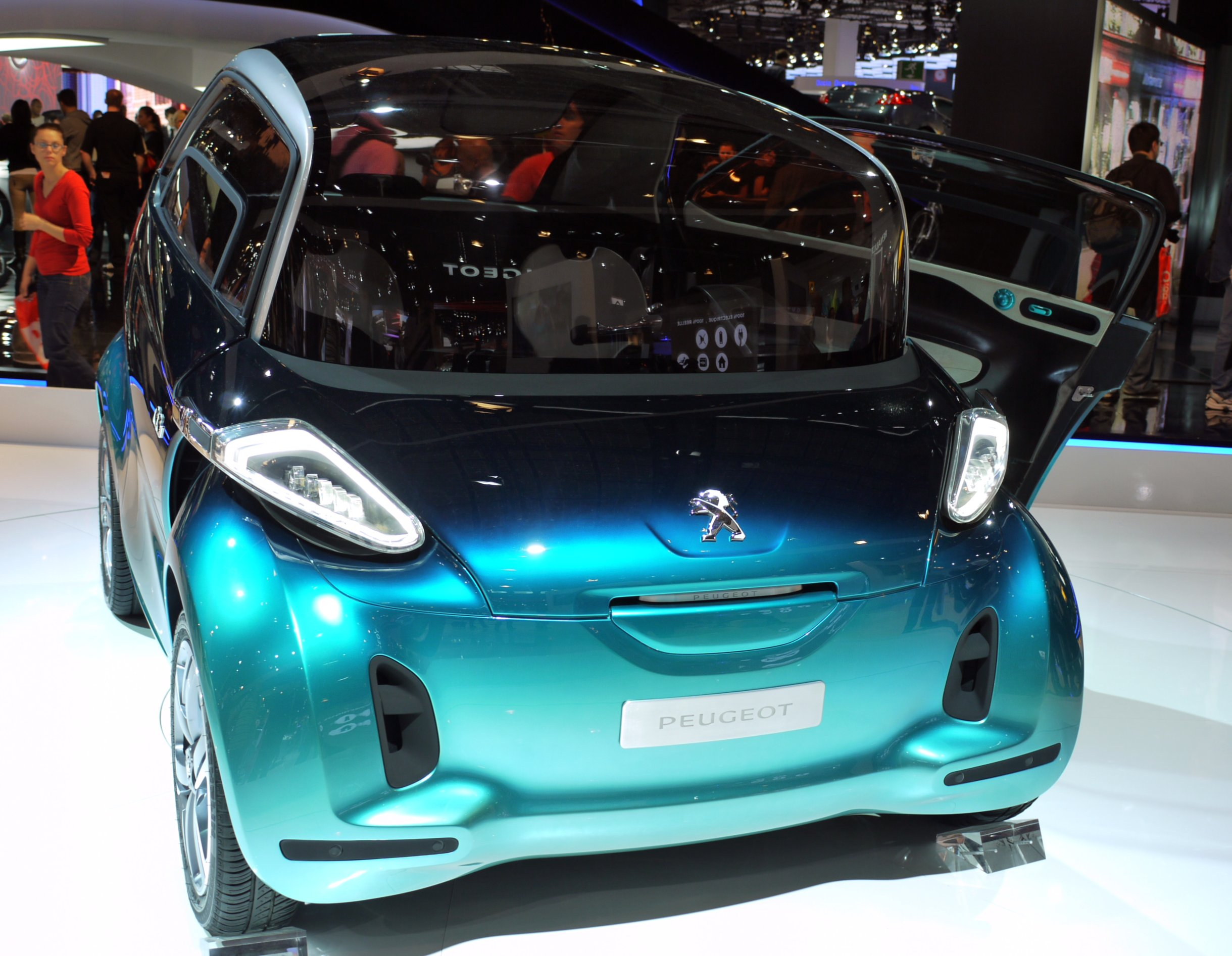
Mondial de l'Automobile 2010, Paris - France